# Ichneumon kadzikistanus
Ichneumon kadzikistanus là một loài tò vò trong họ Ichneumonidae.